# 노바라 전투 (1849년)
노바라 전투 또는 비코카 전투 (노바라의 한 구역명을 딴 이름)는 이탈리아 통일 시대 제1차 이탈리아 독립 전쟁의 일환으로 오스트리아 제국과 사르데냐 왕국 사이에 벌어진 전투이다. 1849년 3월 22일 하루 온종일 계속되어 3월 23일 새벽에 끝났으며, 사르데냐군에 대패를 안기고 퇴각하게 되었다.

## 개요
1848년 오스트리아와 사르데냐 사이에 체결된 불안정한 휴전은 1849년 3월 12일 사르데냐의 카를로 알베르토 국왕이 휴전을 전격 파기하면서 7개월도 채 가지 못했다. 개전과 동시에 오스트리아군은 롬바르디아 내에서 군사적 주도권을 잡게 되었다. 요제프 라데츠키 원수의 지휘 아래 오스트리아군은 요새 도시 모르타라를 점령하였다.
모르타라 점령 후 오스트리아군은 밀라노에서 서쪽으로 28km 떨어진 노바라에서 피에몬테군과 전투를 벌였다. 당시 오스트리아군 병력 41,000명과 피에몬테군 병력 59,000명이 맞붙었는데 오스트리아군은 전년도 쿠스토차 전투에서처럼 상대를 철저히 격파했다. 피에몬테군은 이탈리아 소국들의 지원부족으로 어려움을 겪었다. 지로라모 라모리노 장군은 노바라 전투 직전 명령 불복종 혐의로 기소되었고, 그 해에 총살형에 처해졌다.
피에몬테군은 알프스산맥 기슭의 보르고마네로 (Borgomanero)까지 밀려났고, 오스트리아군은 노바라, 베르첼리, 트리노를 점령하여 피에몬테의 수도인 토리노로 가는 길을 열었다.

## 여파

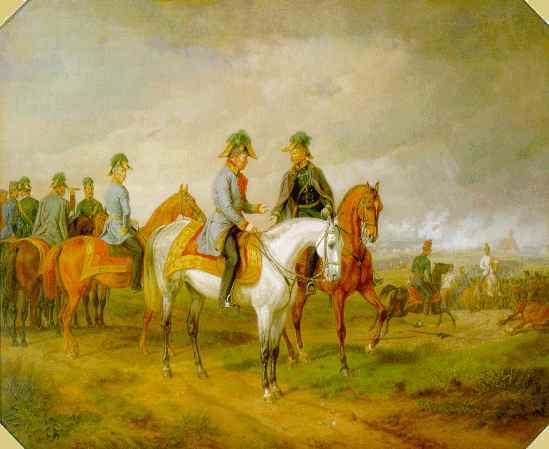
알브레히트 아담의 〈노바라 전투〉(Die Schlacht bei Novarra, 1858년)

오스트리아의 율리우스 폰 하이나우 남작은 밀라노에서 북동쪽으로 87km 떨어진 브레시아를 진압하였고, 카를로 알베르토는 훗날 통일 이탈리아의 초대 국왕이 될 아들 비토리오 에마누엘레에게 왕위를 넘겨주었다. 프리드리히 엥겔스는 "이 전투의 패배 이후 토리노에서 혁명과 공화국 선포가 예상되는 것은, 카를로 알베르토가 장남에게 양위함으로써 진압을 시도하고 있다는 사실에서 비롯된다"고 평가했다. 결과적으로 피에몬테 공화국은 수립되지 않았지만, 이미 2월에는 로마 공화국이 선포되었고 베네치아 공화국도 존재하고 있었다. 카를로 알베르토는 포르투갈의 포르투로 망명했고, 얼마 지나지 않아 사망했다.
1848년 8월 9일 양국간의 평화 조약이 체결되었다. 피에몬테는 오스트리아에 6,500만 프랑의 배상금을 지불해야 했다. 오늘날 노바라에서는 이 전투를 재현하는 행사가 매년 열리고 있다. 1857년~1859년까지 세계 일주 과학 탐험을 떠난 오스트리아 프리깃함 노바라호 (SMS Novara)는 이 전투에서의 승리를 기념하여 명명되었다.

### 참고 문헌
- Bodart, Gaston (1908). 《Militär-historisches Kriegs-Lexikon (1618–1905)》. 2023년 3월 4일에 확인함.
- 《Der Feldzug der österreichischen Armee in Italien im Jahre 1849: Kriegsbegebenheiten bei der kaiserlich österreichischen Armee in Italien vom 20. März bis 1. April 1849》 (독일어). aus der kaiserlich königlichen Hof- und Staatsdruckerei. 1850.
- Pinelli (1857). 《Piemont's Militair-Geschichte vom Frieden von Aachen bis auf unsere Tage》 (독일어).